# 8.15 문제작 시리즈
8.15 문제작 시리즈는 문화방송에서 1985년 8월 15일부터 1985년 8월 18일까지 8.15 특집 드라마로, 광복 40주년을 기념하기 위해 광복 전후의 이야기를 다룬 소설을 극화한 시리즈이다.

## 시리즈 목록
| 회차  | 제목        | 원작   | 극본   | 연출   | 방송 기간       | 방송 횟수 | 비고 |
| ----- | ----------- | ------ | ------ | ------ | --------------- | --------- | ---- |
| 제1화 | 외면        | 선우휘 | 윤대성 | 정문수 | 1985년 8월 15일 | 1부작     |      |
| 제2화 | 그해의 삽화 | 하근찬 | 장만철 | 선우완 | 1985년 8월 16일 | 1부작     |      |
| 제3화 | 인간의 벽   | 문순태 | 이은성 | 장수봉 | 1985년 8월 17일 | 1부작     |      |
| 제4화 | 아! 내 고장 | 선우휘 | 이상현 | 박철   | 1985년 8월 18일 | 1부작     |      |